# Снегирёв, Юрий Игоревич
Юрий Игоревич Снегирёв (род. 1967) — советский и российский журналист.

## Биография
Родился в Москве, но детство провел в Гаграх, где похоронена его мать и другие родственники — этнические греки. Был назван в честь Героя Советского Союза, вертолетчика Юрия Гарнаева. Стал журналистом по велению своего отца — фотографа отряда первых советских космонавтов Игоря Снегирёва
Окончил факультет журналистики МГУ. Безуспешно баллотировался в Госдуму от партии любителей пива в 1995 году.
С 1995 по 2000 и с 2007 по 2011 гг. — корреспондент газеты «Известия». Освещал Первую Чеченскую войну. Брал интервью у сепаратистов, руководителей боевых действий — Ахмеда Закаева, Аслана Масхадова, Шамиля Басаева. C 2000 по 2007 — трудился в газете «Комсомольская правда». Завершив работу в «Известиях», перешел в «Российскую газету»

В апреле 2012 года Снегирёв находился в составе V Всероссийской молодежной экспедиции к Северному полюсу и впервые в истории установил там флаг Республики Абхазия. В июне того же года президент частично признанного государства Александр Анкваб принял Снегирёва и поблагодарил за «этот символический, но важный шаг»

## Личная жизнь
В 2023 году находился в разводе.

## Оценки
В октябре 2008 года бывший советник президента РФ Игорь Илларионов пришел к выводу, что Снегирёв является агентом российских спецслужб и обвинил его в нелегальном пересечении границы Грузии

## Награды
- Орден Мужества (2008 год) — за работу в качестве коррепондента «Известий» в Цхинвали во время войны в Грузии[8][9]
- Лауреат национальной премии в области печатных СМИ «Искра» в номинации «Лучший репортаж» (2009)[10]